# Joseph Martin-Dauch
Joseph Martin-Dauch (Castellnou d'Arri, 26 de maig del 1741 - Castellnou d'Arri, 5 de juliol del 1801) fou un dels diputats dels Estats Generals francesos, que, el 20 de juny de 1789, van ser presents al Jurament del Jeu de Paume i l'únic que va rebutjar de fer el jurament.